# 小數點

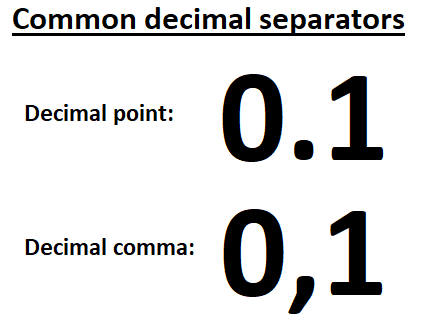
逗號與句號都是國際通用且普遍接受的小數點符號

进位制记数系统用小數點（decimal separator）來分隔数字的整數部分與小數部分的符號，如3.14的「.」。数学的小数点是种基数点。
不同地区用不同符号来表达小数点。即，其它语言与文化中表示小数与整数部分区隔的未必是“点”，所以它的英文名字是decimal separator或decimal mark。世上使用阿拉伯数字国家与地区主要用“句点”和“逗号”两种小数点符号。汉语地区和多數英语地区都用“句点”，但大多其他欧洲国家和其前殖民地都用“逗号”。

## 历史
在中世纪欧洲，印刷发达之前，数学学者在整数上方画一條橫线( ¯ ) 来分别整数和小数部分，比如9995 (代表小數點格式的99.95)，这是从印度数学留下来的传统，此传统当时的普遍是受波斯数学家花拉子密的影响。之后，用短竖线来分离整数和小数慢慢流行了。当印刷排版时，用文字的逗号（,）或句点（.）比较方便印刷。
在法国，句点已用來排版罗马数字，所以用逗号作小数点，许多其他国家也跟着用逗号作小数点；国际标准化组织后為此等习俗制定标准。
但英语国家当时已经用逗号来做千位数分隔号。美国选择了句点作小数点，英国选择了中间点（间隔号）小数点作小数点，如果排版时没有中间点，句点也可以暂时代替。当时英国的方式在国际上比较明确，因为欧洲大陆使用的几乎与美国相反的习俗。数学界已用中间点表示乘法，国际单位制拒绝了使用中间点为小数点，而没有拒绝用句点来做小数点。英国在二十世纪开始使用美国的习惯。

## 数字分位符号
国际语言最常见的数字读法是千分位，为了方便分组阅读小数点前后的数字，写法也是用千位数分组。如果当地习俗用句点作小数点，千位分号一般是逗号或空格；如果习俗裡小数点是逗号，千位分号一般是句点或空格。由於可能產生歧義，国际标准建議、國際度量衡局更要求用空格而不要用逗號或點。
例子：这些写法在不同国家代表不同數值：“12,345”、“12.345”、“12,345.678”与“12.345,678”。

## 阿拉伯数字

### 实例

点号（.）
逗号（,）
两种并用
「٫」
无资料

以下是不同国家的数字写法实例，包括小数点和数位分号（用中文数字表示为「一百二十三万四千五百六十七点八九」）：
- 部份澳門、法国、芬兰、匈牙利、西班牙、葡萄牙、意大利和加拿大法语地区：1 234 567,89
- 德国、荷兰、比利时、丹麦、意大利、罗马尼亚和欧洲大多地区：1 234 567,89或1.234.567,89（手寫也可能会写成1·234·567,89）
- 瑞士德语地区：1'234'567,89
- 中華民國、香港、部份澳門、澳大利亚、加拿大英语地区、大韓民國、朝鮮民主主義人民共和國、马来西亚、新加坡、英国和美国：1,234,567.89或旧写法1,234,567·89
- 国际单位制：1 234 567.89（句点地区）或1 234 567,89（逗号地区）
- 中华人民共和国国家标准明确规定出版物上的数字用法：[1]
  - 为便于阅读，四位以上的整数或小数可用以下两种方式分节：
    - 千分撇：整数部分每三位一组，以“,”分节。小数部分不分节。四位以内的整数可以不分节。 示例：624,000、92,300,000、19,351,235.235767、1256
    - 千分空：从小数点起，向左和向右每三位数字一组，组间空四分之一个汉字，即二分之一个阿拉伯数字的位置。四位以内的整数可以不加千分空。例：55 235 367.346 23、98 235 358.238 368

- - 注：各科学技术领域的多位数分节方式参照GB 3101—1993的规定执行。

- 印度，因为数字读法用“拉克”（十万）和“克若”（千万），数字标法用不对称的数位分离，即小数点左侧首先是三位分隔，然后继续向左都是2位分隔。如：三千万（3克若尔）会写成3,00,00,000。

计算器普遍使用句点小数点，用逗号为小数点的国家一般把句点小数点称为“国际”标法。通用的操作系统让用户在控制台选择小数点符号。非国际化的程序排版引擎可能沒有此符号选項。

### 句点
以下国家／地区以句点（.）来表示基点：
澳洲、汶莱、博茨瓦纳、加拿大（英语）、香港、澳門（中文）、中国大陆地区、印度、爱尔兰、以色列、大韩民国、朝鲜民主主義人民共和國、马来西亚、墨西哥、新西兰、尼日利亚、巴基斯坦、菲律宾、新加坡、斯里兰卡、中華民國、泰国、英国、美国

### 逗号

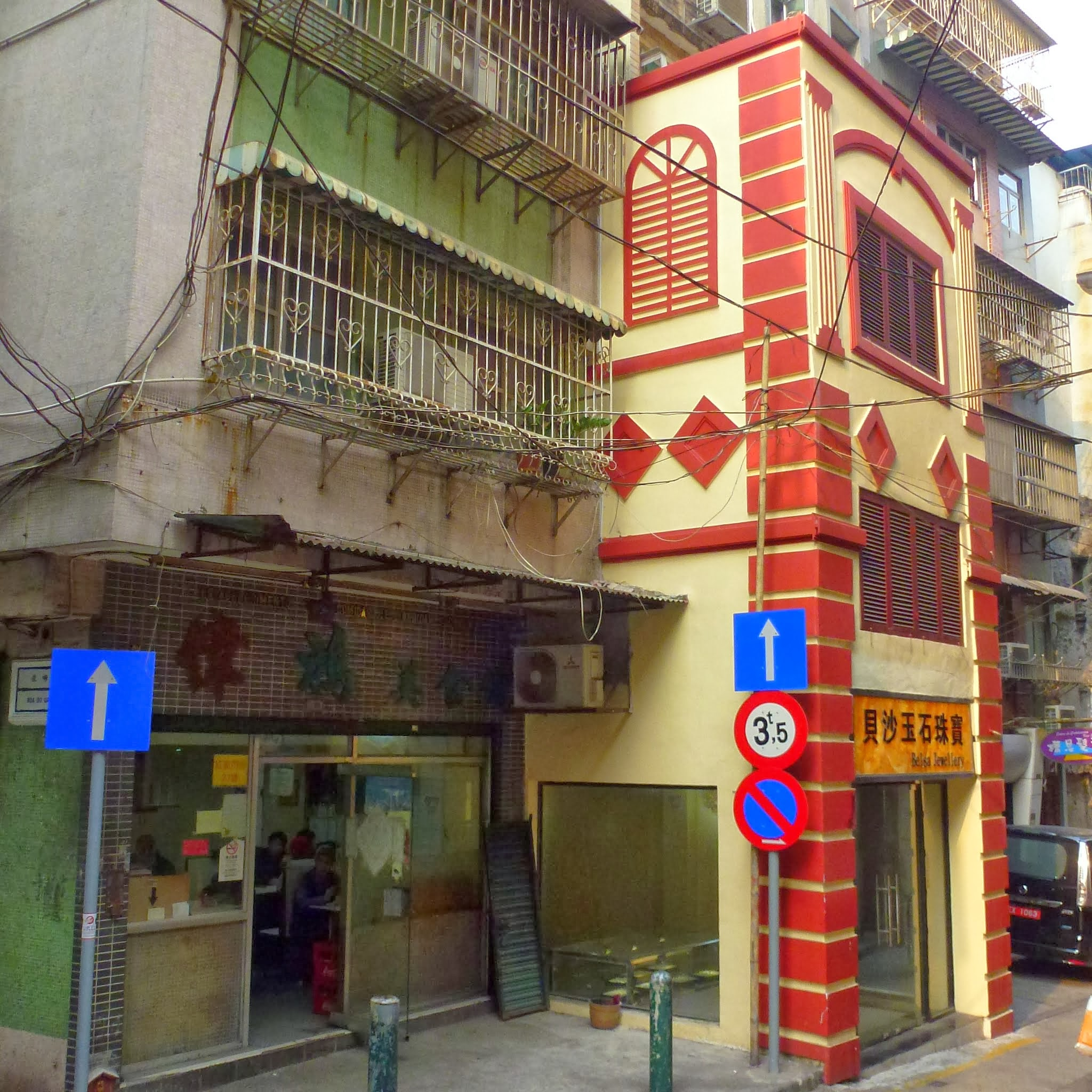
澳门路牌中使用逗号来表示基点例

以下国家／地区以逗号（,）来表示基点：
阿尔巴尼亚、安道尔、阿根廷、奥地利、阿塞拜疆、白俄罗斯、比利时、玻利维亚、波斯尼亚和黑塞哥维那、巴西、保加利亚、喀麦隆、加拿大（法语）、哥斯达黎加、克罗地亚、古巴、智利、哥伦比亚、塞浦路斯、捷克、丹麦、多米尼加共和国、厄瓜多尔、萨尔瓦多、爱沙尼亚、法罗、芬兰、法国、德国、希腊、格陵兰、危地马拉、洪都拉斯、匈牙利、印度尼西亚、冰岛、意大利、拉脱维亚、立陶宛、马其顿共和国、摩尔多瓦、荷兰、挪威、尼加拉瓜、巴拿马、巴拉圭、秘鲁、波兰、葡萄牙、罗马尼亚、俄国、塞尔维亚、斯洛伐克、南非、斯洛文尼亚、西班牙、瑞典、瑞士、土耳其、乌克兰、乌拉圭、委内瑞拉、津巴布韦、澳門（葡文）、越南

## 其他数系统
所谓的阿拉伯数乃是拉丁化的阿拉伯语裡的数字，大多阿拉伯国家不使用这种文字，他们使用阿拉伯文数字。这套系统有自己的小数点（٫）。这些国家为：
巴林、伊朗、伊拉克、科威特、阿曼、卡塔尔、沙特阿拉伯、叙利亚、阿拉伯联合酋长国